# Ézanville
 Ézanville  es una población y comuna francesa, en la región de Isla de Francia, departamento de Valle del Oise, en el distrito de Sarcelles y cantón de Écouen.

## Demografía
| 3120 | 4511 | 6940 | 8003 | 9153 | 8825 |
| Para los censos de 1962 a 1999 la población legal corresponde a la población sin duplicidades (Fuente: INSEE [Consultar]) |      |      |      |      |      |